# Sphyrapicus
Sphyrapicus es un género de aves piciformes perteneciente a la familia Picidae cuyos miembros se denominan comúnmente chupasavias. 

## Especies
El género contiene cuatro especies:
- Sphyrapicus thyroideus - chupasavia oscuro;
- Sphyrapicus varius - chupasavia norteño;
- Sphyrapicus nuchalis - chupasavia nuquirrojo;
- Sphyrapicus ruber - chupasavia pechirrojo.